# Nesticus gertschi
Espèce
Nesticus gertschi est une espèce d'araignées aranéomorphes de la famille des Nesticidae.

## Distribution
Cette espèce est endémique des États-Unis. Elle se rencontre au Tennessee dans les comtés de Greene et de Cocke et en Caroline du Nord dans les comtés de Buncombe, de Madison et de Yancey,.

## Description
Le mâle holotype mesure 3,48 mm et la femelle paratype 3,42 mm.

## Systématique et taxinomie
Cette espèce a été décrite par Coyle et McGarity en 1992.

## Étymologie
Cette espèce est nommée en l'honneur de Willis John Gertsch.

## Publication originale
- Coyle & McGarity, 1992 : « Two new species of Nesticus spiders from the southern Appalachians (Araneae, Nesticidae). » The Journal of Arachnology, vol. 19, no 3, p. 161-168 (texte intégral).